# Carol Ann Susi
Carol Ann Susi (Brooklyn, 2 de fevereiro de 1952 — Los Angeles, 11 de novembro de 2014) foi uma atriz americana. Ela era mais conhecida por fornecer a voz da Sra. Wolowitz na série de televisão The Big Bang Theory.

## Vida pessoal
Susi nasceu no Brooklyn  de ascendência italiana. Ela estudou atuação na HB Studio em Nova Iorque antes de se mudar para Los Angeles na década de 1970.
Susi morreu de câncer em 11 de novembro de 2014, em Los Angeles, Califórnia, aos 62 anos de idade. A atriz foi homenageada no episódio 15 da oitava temporada de The Big Bang Theory, quando no encerramento foi mostrada uma foto dela com a mensagem: "Em memória de Carol Ann Susi, 'Mrs. Wolowitz'. Toda vez que você falava, nós ríamos. Você está nos nossos corações para sempre".

## Filmografia
| Cinema | Cinema                      | Cinema                | Cinema                        |
| Ano    | Título                      | Personagem            | Nota                          |
| ------ | --------------------------- | --------------------- | ----------------------------- |
| 2014   | A Life, Taken               | Sra. Mancuso          | Curta-metragem                |
| 2011   | Just Go with It             | Sra. Maccabee         |                               |
| 2008   | Red Velvet                  | Mãe                   |                               |
| 2006   | Coffee Date                 | Assistente de Diana   |                               |
| 2005   | McBride: It's Murder, Madam | Helen                 | Telefilme                     |
| 2004   | Just Desserts               | Sra. Guzzi            | Telefilme                     |
| 2002   | Duty Dating                 | Seminar Woman         |                               |
| 2001   | Cats & Dogs                 | Irmã de Sophie        |                               |
| 2000   | Tempest Eye                 | Monique               |                               |
| 2000   | The Amati Girls             | Ticket Seller         |                               |
| 1998   | Mafia!                      | Esposa de Clamato     |                               |
| 1997   | Eat Your Heart Out          | Cynthia               |                               |
| 1996   | Wedding Bell                | Aunt Anash            |                               |
| 1996   | Edie & Pen                  | Irma                  |                               |
| 1996   | Qiana                       | Garçonete             | Curta-metragem                |
| 1993   | Under Investigation         | Vizinha               |                               |
| 1992   | Death Becomes Her           | Paciente psiquiátrico |                               |
| 1990   | Donor                       |                       | Telefilme                     |
| 1990   | Masters of Menace           | Candy Colletti        |                               |
| 1990   | My Blue Heaven              | Filomena              |                               |
| 1989   | Wedding Band                | Angela                |                               |
| 1989   | Blood Red                   | Segestra Filha #1     |                               |
| 1987   | The Secret of My Success    | Jean                  | Creditada como Carol-Ann Susi |
| 1987   | Outrageous Fortune          | Recepcionista         |                               |
| 1984   | Love Scenes                 | Susan                 |                               |
| 1981   | Leave 'em Laughing          | Gina                  | Telefilme                     |
| 1975   | The Big Rip-Off             |                       |                               |

| Televisão | Televisão                  | Televisão                             | Televisão                                               |
| Ano       | Título                     | Personagem                            | Nota                                                    |
| --------- | -------------------------- | ------------------------------------- | ------------------------------------------------------- |
| 2010      | 'Til Death                 | Marjorie Putnam                       | Temporada 4, Episódio 12                                |
| 2008      | Grey's Anatomy             | Sra. Borsokowski                      | Temporada 5, Episódio 4                                 |
| 2008      | Ugly Betty                 | Sra. Galeano                          | Temporada 2, Episódio 11                                |
| 2007      | Journeyman                 |                                       | Episódio 7                                              |
| 2007–2014 | The Big Bang Theory        | Sra. Wolowitz (voz)                   | Recorrente, Temporadas 1–8                              |
| 2006      | That '70s Show             | Recepcionista                         | Temporada 8, Episódios 10 e 12                          |
| 2006      | Love, Inc.                 | Gwen                                  | Episódio 13                                             |
| 2005      | Out of Practice            | Susy                                  | Episódios 1 e 4                                         |
| 2004      | The Drew Carey Show        | Doris                                 | Temporada 9, Episódio 20                                |
| 2001      | Six Feet Under             | Pauline Romano                        | Temporada 1, Episódio 3                                 |
| 2001      | That's Life                | Tessie Dalton                         | Temporada 1, Episódio 18                                |
| 2001      | Rude Awakening             | Brandy                                | Temporada 3, Episódio 19                                |
| 2001      | Kristin                    | Sra. Meecham                          | Episódio 12                                             |
| 2000      | City Guys                  | Surly Woman                           | Temporada 4, Episódio 18                                |
| 2000–2005 | The King of Queens         | Service Counter Manager / Sra. Deluca | Temporada 7, Episódio 19 Temporada 3, Episódio 2        |
| 1998      | USA High                   | Sra. Lazzarini                        | Temporada 1, Episódio 75                                |
| 1998      | Becker                     | Sra. Marino                           | Temporada 1, Episódio 2                                 |
| 1998      | Sabrina, the Teenage Witch | Doris                                 | Temporada 3, Episódio 1                                 |
| 1998      | Oh Baby                    | Felicia                               | Temporada 1, Episódio 2                                 |
| 1998      | Just Shoot Me!             | Sra. Boukidis                         | Temporada 2, Episódio 13                                |
| 1997      | Fired Up                   | Meat Selling Woman                    | Temporada 1, Episódio 1                                 |
| 1996–1997 | Something So Right         | Gracie / Grace                        | Elenco principal                                        |
| 1996      | ER                         | Pregnant Alien-Abductee               | Temporada 2, Episódio 15                                |
| 1996      | The Home Court             | Connie                                | Episódio 11                                             |
| 1995      | Pointman                   | Senhorita Sloane                      | Temporada 2, Episódio 7                                 |
| 1995–1996 | Married... with Children   | Frannie                               | Temporada 9, Episódio 14 Temporada 10, Episódios 7 e 16 |
| 1994      | NYPD Blue                  | Connie                                | Temporada 1, Episódio 14                                |
| 1993      | Blossom                    | Nun                                   | Temporada 3, Episódio 19                                |
| 1992      | Mad About You              | Passageira                            | Temporada 1, Episódio 9                                 |
| 1992      | A Different World          | Sargento Desk                         | Temporada 6, Episódio 10                                |
| 1992      | Bob                        | Debra                                 | Temporada 1, Episódio 6                                 |
| 1992      | Seinfeld                   | Carrie                                | Temporada 3, Episódio 18                                |
| 1991      | Doogie Howser, M.D.        | Psíquica                              | Temporada 2, Episódio 23                                |
| 1991      | Cheers                     | Angeline                              | Temporada 9, Episódio 13                                |
| 1990      | Married People             | Gloria                                | Episódio 9                                              |
| 1990      | The New Adam-12            | Vicki                                 | Temporada 1, Episódio 6                                 |
| 1990      | Head of the Class          | Lemas                                 | Temporada 5, Episódio 7                                 |
| 1990–1993 | Murphy Brown               | Mulher Checker / Secretária # 37      | Temporada 5, Episódio 20 Temporada 2, Episódio 27       |
| 1990      | Night Court                | Mara Bernstein                        | Temporada 7, Episódio 21                                |
| 1990      | Growing Pains              | Norma                                 | Temporada 5, Episódio 16                                |
| 1989      | Who's the Boss?            | Ginger                                | Temporada 6, Episódio 3                                 |
| 1987      | Jake and the Fatman        | Sally                                 | Temporada 1, Episódio 11                                |
| 1987      | Simon & Simon              | Doreen                                | Temporada 7, Episódio 1                                 |
| 1987      | My Sister Sam              | Marsha Hammer                         | Temporada 1, Episódio 14                                |
| 1976      | Rich Man, Poor Man         | Garçonete                             | Episódio 5                                              |
| 1975      | McMillan and Wife          | Luana                                 | Temporada 5, Episódio 1                                 |
| 1974      | Kolchak: The Night Stalker | Monique Marmelstein                   | Episódios 2, 3 e 6                                      |